# Ferdinand Jacob Heinrich von Mueller
Baron Sir Ferdinand Jacob Heinrich von Mueller, Müller en alemany KCMG (30 de juny de 1825 - 10 d'octubre de 1896) va ser un geògraf i botànic alemany.

## Biografia
Mueller nasqué a Rostock, Alemanya. Es va educar a Tönning, Ducat de Schleswig. Va ser aprenent de farmacèutic i després estudià botànica amb el professor Ernst Ferdinand Nolte (1791-1875) a la Universitat de Kiel. Es va doctorar en filosofia l'any 1847 a Kiel amb una tesi sobre les plantes de les regions del sud de Schleswig
El botànic Ludwig Preiss va recomanar que ell i la seva germana Bertha anessin a Austràlia cercant un clima més sec adequat per guarir la malaltia d'ella i això van fer l'any 1847.
No va reeixir en un intent de fer-se granger a prop d'Adelaida. i va obrir una botiga de química destinada a la mineria d'or a Melbourne (1851). L'any 1852 va enviar un informe botànic a la Linnean Society of London titulat "The Flora of South Australia".
Va ser nomenat botànic del Govern per l'estat de Victoria per part del Governador Charles La Trobe el 1853 i va examinar sobretot la flora alpina australiana, aleshores desconeguda. Va explorar Buffalo Ranges, Goulburn River i de Gippsland a la costa. També explorà Wilsons Promontory fins a arribar a Melbourne
Va fundar el National Herbarium of Victoria, el qual encara es pot visitar actualment.
Explorà el riu Victoria i altres parts d'Austràlia del Nord. Mueller, va trobar unes 800 espècies noves a Austràlia. va publicar: Definitions of Rare or Hitherto Undescribed Australian Plants.
Va destacar les grans qualitats d’Eucalyptus globulus, fent donació de milers de llavors a l'Abadia de Tre Fontane dutes per l'arquebisbe de Melbourne James Alipius Goold quan es dirigia al Concili Vaticà I. Fou membre de la Royal Society el 1861, i cavaller (Knight Commander) de l'Orde de Sant Miquel i Sant Jordi el 1879. Va rebre moltes medalles en agraïment a les donacions d'espècimens zoològics a museus reials.
L'abril de 1873, Mueller va crear el gènere Guilfoylia en honor de William Guilfoyle, però Mueller es va acabar enfadant-se amb ell i va abolir Guilfoylia com a part del gènere Cadellia l'any 1882.
Va publicar 11 volums de Fragmenta phytographica Australiae (1862-1881), dos volums de Plants of Victoria (1860-1865), i altres llibres sobre Eucalyptus, Myoporaceae, Acacia i Salsolaceae, tots molt il·lustrats. Va col·laborar amb l'obra de George Bentham: Flora Australiensis.
Mueller mai es va casar i morí a Melbourne.

## Topònims per Mueller
Inclouen: Mueller Ranges (Western Australia), Muellers Range (Queensland), Mount Mueller (a WA, Northern Territory, Tasmània i Victoria) i Mount von Mueller (WA), Muellers Peak (New South Wales), el Riu Mueller (Vic), Muellers Creek (South Australia) i Mueller Creek (NT), Lake Mueller(Qld), i Mueller hut prop de la Glacera Mueller a Nova Zelanda. Mueller Park, Subiaco (WA) també rep el seu nom.

## Publicacions
- Chisholm, A. H., Ferdinand von Mueller, Great Australians, Oxford University Press, Melbourne, 1962
- Home, R.W. (ed), Australian Science in the Making: A Bicentennial History (1990) ISBN 0-521-39640-9
- Home, R.W. et al. (eds) Regardfully yours: selected correspondence of Ferdinand von Mueller.3 vols Peter Lang, Berne. 1998-2006
- Kynaston, Edward, A Man on Edge: A life of Baron Sir Ferdinand von Mueller, Allen Lane, London; Ringwood, 1981
- Mueller, Dr Ferdinand von, 1858. An historical review of the explorations of Australia. Melbourne: Philosophical Institute.
- Mueller, Dr Ferdinand von, 1863. "Enumeration of the plants collected by Dr J Murray during Mr A Howitt's Expedition into Central Australia in the year 1862". Annual Report of the Government Botanist, p. 16-18.
- Mueller, Dr Ferdinand von, 1865. "On the systematic position of the Nardoo plant and the physiological characteristics of its fruit". Transactions and proceedings of the Royal Society of Victoria: During the years 1861 to 1864, pp 137-147.
- Voigt, Johannes H., Die Erforschung Australiens: Der Briefwechsel zwischen August Petermann and Ferdinand von Mueller 1861-1878, Justus Perthes Verlag, Gotha, 1996

- Index perfectus ad Caroli Linnaei : species plantarum / collatore Ferdinando de Mueller. (1880)
- Eucalyptographia. A descriptive atlas of the eucalypts of Australia and the adjoining islands (1879-1884)
- Iconography of Australian species of Acacia and cognate genera (1887)
- Select extra-tropical plants readily eligible for industrial culture or naturalisation (1891)
- Introduction to botanic teachings at the schools of Victoria (1877)
- The organic constituents of plants and vegetable substances and their chemical analysis(1878)
- Manuel de l'acclimateur(1887)
- Fragmenta phytographiæ Australiæ /contulit Ferdinandus Mueller (1858-18820
- The plants indigenous to the colony of Victoria, Volume 1(1860-1862)
- "Key to the system of Victorian plants (1887/88)